# Red Garland Revisited!
Red Garland Revisited! — студійний альбом американського джазового піаніста Реда Гарленда, випущений у 1969 році лейблом Prestige Records.

## Опис
Цей альбом став 4-м для піаніста Реда Гарленда як лідера, який він записав зі своїм тріо у складі контрабасиста Пола Чемберса і ударника Арта Тейлора, та запрошеним гітаристом Кенні Берреллом (грає лише на «Four» і «Walkin'»). Сесія звукозапису відбулась 24 травня 1957 року на студії Van Gelder Studio в Гекенсеку (Нью-Джерсі).
Гарленд грає у своєму характерному стилі на всіх композиціях Red Garland Revisited!. Найбільше виділяються «Billy Boy» (яка є його адаптацією версії Ахмада Джамала), «I'm Afraid the Masquerade Is Over», «It Could Happen to You», та два треки за участі Беррелла. Упродовж наступних 5 років Гарленд записав ще понад 20 альбомів.
Альбом був випущений лейблом Prestige лише у 1969 році через 11 років після сесії.

## Список композицій
1. «Billy Boy» (народна) — 6:20
2. «Everybody's Somebody's Fool» (Лайонел Гемптон) — 7:57
3. «Four» (Майлз Девіс) — 5:17
4. «You Keep Coming Back Like a Song» (Ірвінг Берлін) — 5:35
5. «Hey Now» (Ред Гарленд) — 3:45
6. «(I'm Afraid) The Masquerade Is Over» (Еллі Врубель, Герб Меджидсон) — 8:45
7. «Walkin'» (Річард Карпентер) — 7:08
8. «It Could Happen to You» (Джонні Берк, Джиммі Ван Гейзен) — 5:44

## Учасники запису
- Ред Гарленд — фортепіано
- Кенні Беррелл — гітара (3,7)
- Пол Чемберс — контрабас
- Арт Тейлор — ударні

Технічний персонал
- Боб Вейнсток — продюсер
- Руді Ван Гелдер — інженер
- Дон Шліттен — дизайн обкладинки
- Есмонд Едвардс — фотографія
- Марк Гарднер — текст